# Старенький (хутор)
Старенький — хутор в Среднеахтубинском районе Волгоградской области. Находится на берегу Волги.
Входит в состав Кировского сельского поселения.

## География
Хутор с востока огибает ерик.

### Улицы
| - ул. Бородинская - ул. Вишневая - ул. Гоголя - ул. Дружбы - ул. Заречная - ул. Кривая - ул. Лесная - ул. Луговая - ул. Мира - ул. Озерная - ул. Песчаная | - ул. Полевая - ул. Просторная - ул. Родничек - ул. Совхозная - ул. Тенистая - ул. Терновая - ул. Тополевая - ул. Урицкого - ул. Центральная - ул. Широкая - ул. Школьная | - пер. Глухой - пер. Глухой-Абрикосовый - пер. Овражный |

## Население
| 2010 |
| ---- |
| 243  |